# Jean-Claude Beauchaud
Jean-Claude Beauchaud, né le 21 septembre 1936 à Gond-Pontouvre (Charente) et mort le 28 décembre 2024 à Saint-Michel (Charente), est un homme politique français. Il est un temps membre du Parti socialiste.

## Biographie

### Vie politique
Après avoir été conseiller municipal, puis adjoint au maire, il succède le 6 mars 1983, à Jean Nebout à la mairie de Gond-Pontouvre. Il occupe le poste jusqu’en 2014 (31 ans), remplacé alors par Gérard Dezier.
Élu député de la 4e circonscription de la Charente en mars 1993, il est réélu en juin 1997 et juin 2002. Il fait partie du groupe socialiste (PS) et était, lors de son dernier mandat, membre de la commission des affaires économiques.
En 2007, le PS investit Malek Boutih pour lui succéder. S'étant tout de même présenté, comme suppléant de la candidate dissidente Martine Pinville, Jean-Claude Beauchaud se voit exclu du PS en mai 2007. Martine Pinville l'ayant emporté sous l'étiquette DVG au second tour, il est donc réélu, cette fois en tant que suppléant.
Jean-Claude Beauchaud a par ailleurs exercé la profession d'enseignant et de maître nageur sur la commune d'Angoulême. Il est aussi impliqué dans le milieu associatif et sportif.

## Détail des fonctions et des mandats
Mandat parlementaire
- 2 avril 1993 - 19 juin 2007 : député de la 4e circonscription de la Charente

Mandats locaux
- 1er janvier 1961 - 14 mars 1965 : conseiller municipal de Gond-Pontouvre (Charente)
- 15 mars 1965 - 5 mars 1983 : adjoint au maire de Gond-Pontouvre
- 6 mars 1983 - 23 mars 2014 : maire de Gond-Pontouvre